# Pons Sublicius
Pons Sublicius (też: Pons Ligneus) – najstarszy spośród mostów na Tybrze w Rzymie, wzniesiony jeszcze w czasach królewskich. Nie zachował się po nim żaden ślad.

## Historia
Tradycja przypisywała wzniesienie mostu czwartemu królowi, Ankusowi Marcjuszowi, w 621 r. p.n.e. Pons Sublicius był kilkakrotnie niszczony i odbudowywany. Był też świadkiem wielu ważnych wydarzeń w dziejach Rzymu. W legendarnych czasach bronił się na nim Horacjusz Kokles, zaś podczas najazdu Galów westalki uciekły przez niego do Caere. Data zniszczenia mostu jest nieznana, przypuszczalnie nastąpiło to w V wieku.

## Położenie
Most przypuszczalnie powstał w miejscu, gdzie wcześniej istniała już przeprawa promowa. Dokładna lokalizacja mostu jest nieznana. Znajdował się on poniżej Wyspy Tyberyjskiej, najprawdopodobniej przy południowym krańcu Forum Boarium, obok ujścia kanału Cloaca Maxima, koło późniejszej Porta Flumentana w murach serwiańskich.

## Konstrukcja
Wykonano go w całości z drewna. Wspierał się na grubych, czworokątnie ociosanych bierwionach – stąd jego nazwy: łac. sublica oznacza „pal” (a więc „most wzniesiony na palach”); łac. lignum oznacza „drewno” (a więc „most drewniany”). Z zachowanych przekazów wynika, że była to raczej wąska kładka przystosowana głównie do ruchu pieszego. Był to most wspornikowy o wielu siodełkach, ułożonych jedne nad drugimi i podpierających leżaje, a więc w typowym układzie znanym wówczas w Europie i w Azji. Był zbudowany bez użycia elementów żelaznych (gwoździ) i rozbieralny.

## Konotacje kulturowe
Most miał duże znaczenie symboliczne. Użycie do budowy jedynie drewna było podyktowane względami religijnymi, a jego utrzymanie i naprawy leżały w kompetencji kolegium pontyfików. Zerwanie przeprawy przez wody powodzi każdorazowo uważano za zły omen (prodigium). Co roku w idy maja na Pons Sublicius udawała się procesja złożona z westalek i pontyfików, którzy w trakcie obrzędu zwanego Argei topili następnie w rzece trzydzieści słomianych kukieł, co przypuszczalnie miało być symbolicznym przebłaganiem bóstwa rzeki, domagającego się ofiary ludzkiej za budowę mostu.

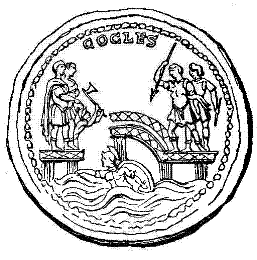
Horacjusz Kokles na Pons Sublicius, przedstawienie z czasów Antonina Piusa